# تعليم مبرمج
التعليم المبرمج هو الاسم الذي يطلق على التكنولوجيا التي اخترعها عالم السلوك ب. ف. سكينر لتحسين التدريس، وهي تقوم على نظريته الخاصة بالسلوك اللفظي كوسيلة لتسريع أو زيادة عملية التربية والتعليم التقليدية.

## التعليم المبرمج
يتكون في العادة من التعليم الذاتي بمساعدة كتاب متخصص أو جهاز تدريسي يقدم مادة أنشئت في تسلسل أو تسلسلات منطقية وتجريبية، كما يمكن أن يتم الحصول على التعلم المبرمج من خلال مدرس، وقد طرحت أقوال بأن مبادئ التعليم المبرمج يمكن أن تحسن المحاضرات التقليدية والكتب المدرسية. كما يسمح التعليم المبرمج للطلاب بتحقيق تقدم من خلال وحدة دراسية بمعدلهم الخاص والتحقق من إجاباتهم وتقدمهم فقط بعد أن يقدموا إجابة صحيحة. وفي نموذج مبسط من التعليم المبرمج يتم تقديمه بعد كل خطوة مع سؤال لاختبار استيعاب الطلاب ثم تظهر الإجابة الصحيحة على الفور أو تقدم معلومات إضافية، ومع ذلك فإن الهدف من التعليم المبرمج هو تقديم المادة تدريجيًا بزيادات قليلة. وكلما كانت نماذج التعليم المبرمج أكثر تطورًا كلما كانت الأسئلة والمهام مبرمجة بشكل أفضل بما يكفي ليكون من غير الضروري الاستفادة من العرض ونموذج الاختبار - استقراء خارجي مأخوذ من التعليم التقليدي والكلاسيكي.

## التعلم المبرمج
تبنى هذه الفكرة بعد ذلك روبرت م. جانجا، والذي اخترع التعلم المبرمج لاستخدامه في المدارس، والفرق بين التعليم المبرمج (PI) والتعلم المبرمج (PL) هو أن التعليم المبرمج يُقصد منه نعديل السلوك بينما التعلم المبرمج يُستخدم في تدريس الحقائق والمهارات.

## نظام التعليمالشخصي
وضع نظام التعليم الشخصي أو (PSI) فريد س. كيلر، وكان بمثابة فكرة أخرى عن طريقة دمج التعلم المبرمج في حجرة الدراسة.

## التمييز على أساس احتمالات الخطأ
يعتبر التعليم المبرمج نتاج الجهود المبكرة لتطبيق نتائج البحث الأساسي لسكينر حول التعلم في جامعة هارفرد مما أدى إلى تطوير أساليب «التمييز على أساس احتمالات الخطأ» كنتيجة، كما حقق التعليم المبرمج بعض النجاح المبكر في إعادة تأهيل من يعانون من فقدان القدرة على الكلام.

## التعليم المبرمج هذه الأيام
على الرغم من عدم انتشار التعليم المبرمج, إلا أنه لا يزال يستخدم حتى يومنا هذا، ومؤخرًا تم إعادة استخدام تطبيقات مبادئ التعليم المبرمج عند التدريب على برامج الكمبيوتر  بعد أن انتشر بعض الشيء في سلسلة من الكتب حول البرمجة الوظيفية, واستخدم مع تصنيف بنيامين بلوم في التدريس لطلبة الجامعة. ويقول البعض أن هناك عودة لإجراء أبحاث حول التعليم المبرمج بسبب استخدام الكمبيوتر والإنترنت.

## وصلات خارجية
- "References and other links of interest"، Programmed Instruction، UIUC، مؤرشف من الأصل (ويكي) في 2012-07-05، اطلع عليه بتاريخ 2013-07-07.
- Zurcher، W، Personalized Systematic Instruction (PSI)، مؤرشف من الأصل في 2017-09-11.
- Emurian، H، "Programmed Instruction"، Java Tutors، UMBC، مؤرشف من الأصل في 2021-04-20.